# Seattle Knights

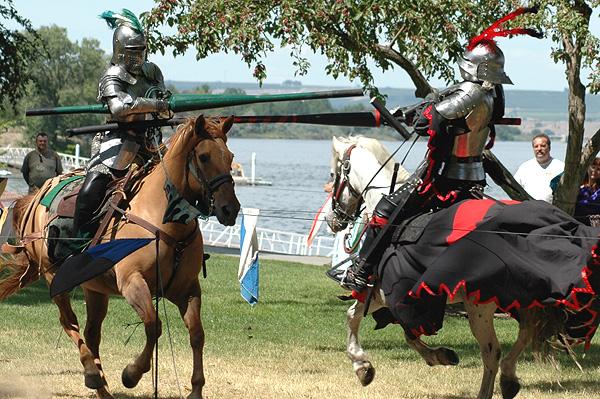
Seattle Knights Batalla con Lanzas en Greenwood

Los Seattle Knights es un combate de exhibición y justa realizada por una compañía teatral que se especializa en la fantasía medieval. La compañía fue fundada en 1993 por el actual director Willich Dameon.
El grupo está formado por artistas de la zona de Puget Sound. Muchos de los Caballeros de Seattle son actores profesionales que llevan a cabo en las salas locales alrededor del noroeste, mientras que otros realizan como un hobby o secundaria a otra carrera. Los miembros son entrenados en un sistema de combate que hace hincapié en la seguridad y autenticidad, así como el valor de entretenimiento. Ellos tienen del mejor récord de seguridad en la industria

## La televisión y actuaciones en película
Los Caballeros de Seattle y sus miembros han trabajado en el cine, televisión, comerciales, y la radio. Miembros proporcionan, obra medieval de acrobacia y combates en la serie de History Channel del 2001, "Maravillas Modernas: Battle Gear". Los miembros de los Caballeros de Seattle realizó trabajo de dobles ecuestres en la película de 1997 The Postman,
 y la película independiente Warrior's End.

## Shows en vivo
Los Caballeros de Seattle son actores-combatientes, que llevan a cabo la coreografía de combates, de estilo medieval con armadura y las armas reales. Se realizan regularmente en ferias renacimiento en todos los Estados Unidos, y en espectáculos benéficos anuales en Bridle Trails State Park. La compañía también participa en desfiles, ferias estatales y del condado, y otros eventos locales.

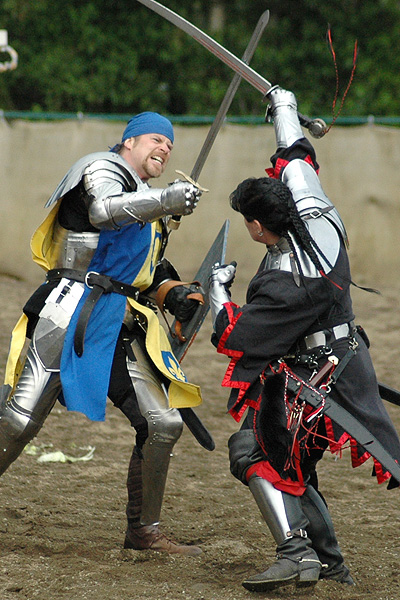
Hombre y Mujer de Seattle Knights, espadas cruzadas.

Los combates son realizados por hombres y mujeres, utilizando una variedad de armas, entre ellas: lanzas, martillos de guerra, hachas, dagas y espadas de casi todas las variedades. Los combatientes son caballeros, mercenarios, ladrones, damiselas en peligro, los jugadores con magia, elfos, y una variedad de monstruos, en función de las necesidades de la historia.
En los espectáculos, los juegos de guerra ecuestres prueban la velocidad, el coraje y la equitación de los Caballeros montados. Los jinetes compiten con armaduras procedentes de diferentes culturas y períodos en una variedad de razas de caballos. Los guerreros que esperan su turno se unen a la audiencia para gritar, hacer apuestas y animar a sus favoritos.
Los espectáculos más típicos presentan historias creadas por Dameon Willich y Darragh Metzger, centradas en la tierra ficticia de Tír na nÓg. Según cuenta la historia, se entra en esta tierra cruzando las nieblas encantadas, en un mundo paralelo existente a este. Hadas y humanos comparten este mundo, no siempre pacíficamente. El gobernante de esta tierra se le conoce como el Gran Fey, que ejerce poderes que ayudan a mantener a sus ciudadanos legales. Los conflictos se reducen rápidamente por el Gran Fey y sus tríadas humanas. 
El Gran Fey crea una tríada que elige a los seres humanos que han demostrado ser fuertes, valientes e inteligentes. Se componen de los Cavaliers, los guerrero-caballeros, los Rangers, los combatientes de la luz, y místicos, portadores de magia. Cada tríada está conectada a una facción, designado por un color. Esta historia culmina en un torneo, donde cada facción puede demostrar que la habilidad a través del combate, carreras de caballos y la justa.

## Otras presentaciones

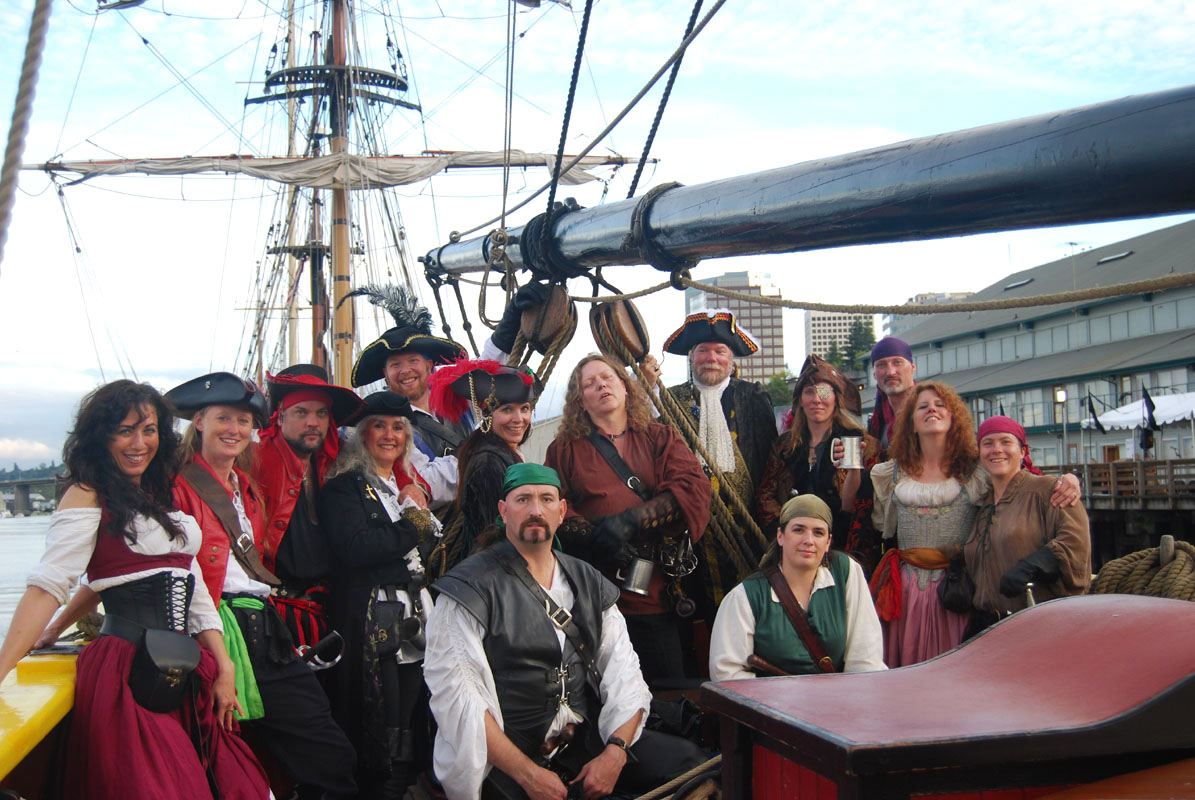
Caballeros de Seattle, como Piratas del Puget Sound

Los miembros de los Caballeros Seattle realizar en dos programas adicionales separados de sus interpretaciones o ejecuciones medievales tradicionales.
Llevan a cabo en un espectáculo de piratas temáticos como del de "Pirates of Puget Sound". La compañía también actúa como del "Swashbucklers Seattle" en la muestra con un tema de 1600-década de 1650.
La música tradicional de fantasía orientada a "un poco de música Knight" ha cosechado críticas favorables en todo del noroeste

## Entrenamiento
Los miembros del grupo se reúnen semanalmente para practicar y participar en simulacros de batallas. Cuando no están actuando en los espectáculos, los Caballeros se reúnen los fines de semana en ranchos privados en Marysville, Renton, y Hobart para practicar sus habilidades equitación y combatir los pies en un terreno al aire libre. Los miembros del grupo también conducen las clases, a disposición del público, para la formación de los combatientes de los estudiantes.